# Abraham Merritt
Abraham Grace Merritt, noto con la firma di A. Merritt (Beverly, 20 gennaio 1884 – Indian Rocks Beach, 21 agosto 1943), è stato un giornalista e scrittore statunitense.

## Biografia
Nato a Beverly in New Jersey nel 1884, si trasferì a Filadelfia nel 1894. Abbandonò il praticantato come avvocato per dedicarsi al giornalismo, prima come corrispondente e in seguito come direttore. Dal 1912 al 1937 fu vice-direttore del The American Weekly, per poi diventarne direttore dal 1937 fino alla sua morte.
Merritt era uno dei giornalisti più pagati della sua epoca, basti pensare che nel 1919 guadagnava $25.000 all'anno, fino ad arrivare ai $100.000 all'anno sul finire della carriera. Il suo successo economico gli consentì di viaggiare molto, specialmente in Giamaica ed Ecuador, luoghi in cui possedeva delle abitazioni e dove poteva dedicarsi alla coltivazione di piante esotiche, tra cui orchidee e marijuana. Proprio per questo, la sua attività letteraria fu poco più che uno svago, limitandosi a otto romanzi e una decina di racconti composti nell'arco di più di trent'anni.
Merritt si sposò due volte: la prima nel 1910 con Eleanore Ratcliffe, insieme alla quale adottò una bambina, la seconda nel 1930 con Eleanor H. Johnson. Nella sua casa di Hollis Park Gardens a Long Island accumulò collezioni di armi, sculture e maschere primitive raccolte durante i suoi viaggi, nonché una biblioteca personale di libri dedicati all'occulto composta da oltre 5000 volumi.
Morì a causa di un attacco di cuore nel 1943 a Indian Rocks Beach in Florida, dove era solito trascorrere il periodo invernale.

## Stile e temi
I romanzi di Merritt segue in linea di massima le convenzioni della narrativa d'evasione tipica dei pulp magazine di inizio Novecento: galanti avventurieri irlandesi o scandinavi scoprono civiltà perdute e affrontano creature mostruose o presenze sovrannaturali, scontrandosi nel frattempo con perfidi profittatori tedeschi o russi (in accordo con la politica estera americana del periodo interbellico), mentre gli eventuali personaggi femminili sono damigelle verginali e scarsamente vestite. Entro questa struttura generale, riconducibile già ai romanzi d'avventura di H. Rider Haggard, Merrit seppe però inserire elaborati elementi fantastici ispirati dai racconti di Robert W. Chambers e Gertrude Barrows Bennett (che scriveva sotto lo pseudonimo di Francis Stevens) e dalle dottrine occulte di Helena Blavatsky, avallendosi anche della sua caratteristica prosa ricca, forbita e ossessivamente dettagliata; di conseguenza i suoi scritti si distinguevano per le atmosfere barocche e oniriche, lontane dall'esotismo adrenalinico proprio dei romanzi coevi, e altrettanto apprezzati, di Edgar Rice Burroughs. 

## Impatto culturale
Merritt esercitò una grande influenza sul manipolo di scrittori che nei medesimi anni stavano ponendo le basi dei generi weird e sword & sorcery sulla rivista Weird Tales, guidatti di fatto da Howard Phillips Lovecraft; non è infatti un caso che Loveraft e i suoi tre "protetti" Robert E. Howard, C. L. Moore e Frank Belknap Long invitarono Merritt a partecipare al racconto a più mani "Sfida all'Ignoto" ("The Challenge from Beyond", 1935), e che la sua influenza sia altresì riconoscibile pure in Robert Bloch e Henry Kuttner. Questa qualità seminale delle sue opere fu presto riconosciuta dallo scrittore e storico letterario Karl Edward Wagner, che ha inserito Brucia strega brucia nella sua lista de "I Tredici Migliori Romanzi di Orrore Soprannaturale", pubblicata sulla rivista The Twilight Zone Magazine di maggio 1983; analogamente Michael Moorcock e James Cawthorn hanno incluso Il vascello di Ishtar e Gli abitatori del miraggio nel loro saggio critico Fantasy: The 100 Best Books del 1988, rimarcando inoltre la carica icastica della prosa di Merritt. Infine, il game designer Gary Gygax ha riconosciuto in Merritt una fonte d'ispirazione per il gioco di ruolo Dungeons & Dragons.

## Opere
Per ogni testo si indica la prima edizione nell'originale inglese e la prima traduzione in lingua italiana.

### Ciclo di Walter Goodwin
Composto originariamente da una novella autoconclusiva e da un romanzo sequel, riuniti per la prima volta nella raccolta postuma The Moon Pool & The Conquest of the Moon Pool, The Argosy Library 26, Altus Press, 2017:
- The Moon Pool, in All-Story Weekly del 22 Giugno 1918.
- The Conquest of the Moon Pool, serializzato in sei puntate in All-Story Weekly dal 15 Febbraio al 22 Marzo 1919.

Successivamente Merritt revisionò i due testi e li combinò in un romanzo fix-up, e ne compose poi un sequel pensato sin da subito come romanzo unitario:
1. Il pozzo della Luna (The Moon Pool), G. P. Putnam's Sons, 1919. Traduzione di Gabriele Tamburini, Fantacollana 7, Editrice Nord, Milano, 1974.
2. Il mostro di metallo (The Metal Monster), serializzato in otto puntate in All-Story Weekly dal 7 Agosto al 25 Settembre 1920; revisionato per la prima edizione in volume nel periodico Famous Fantastic Mysteries di Agosto 1941. Traduzione di Elena Gigliozzi, Economica Tascabile 20, Fanucci Editore, Roma, 1994.

### Ciclo di Nicholas Graydon
Composto originariamente da una novella autoconclusiva e un romanzo sequel, mai apparsi congiuntamente in volume:
- The Face in the Abyss, in Argosy All-Story Weekly dell'8 Settembre 1923.
- The Snake Mother, serializzato in sette puntate in Argosy dal 25 Ottobre al 6 Dicembre 1930.

Successivamente Merritt rimaneggiò significativamente i due testi  e li combinò in un romanzo fix-up intitolato Il volto nell'abisso (The Face in the Abyss), Horace Liveright, 1931. Traduzione di Roberta Rambelli, Orizzonti. Capolavori di Fantasia e Fantascienza XV, Fanucci Editore, Roma, 1981.

### Ciclo del dott. Lowell
1. Brucia strega brucia (Burn Witch Burn!), serializzato in sei puntate in Argosy dal 22 Ottobre al 26 Novembre 1932; prima edizione in volume Liveright, Inc., 1933. Traduzione di Gabriele Tamburini, Arcano 3, Editrice Nord, 1971.
2. Striscia, Ombra! (Creep, Shadow!), serializzato in sette puntate in Argosy dall'8 Settembre al 20 Ottobre 1934; prima edizione in volume Doubleday Crime Club, Doubleday, 1934. Traduzione di Rino Ferri e Gianni Montanari, Galassia  227, Casa Editrice La Tribuna, Piacenza, 1 Novembre 1977.

### Ciclo di Cthulhu
Merritt ha partecipato alla stesura di un racconto a più mani ambientato nell'universo narrativo del Ciclo di Cthulhu creato da H.P. Lovecraft.
- "Sfida all'Ignoto" ("The Challenge from Beyond"), in Fantasy Magazine di Settembre 1935. Traduzione di Roberta Rambelli in Sfida dall'infinito, Orizzonti. Capolavori di Fantasia e Fantascienza X.2, Fanucci Editore, 1976. Collaborazione con Robert E. Howard, C. L. Moore, H. P. Lovecraft e Frank Belknap Long.

### Romanzi autoconclusivi
- Il vascello di Ishtar (The Ship of Ishtar), serializzato in sei puntate in Argosy All-Story Weekly dall'8 Novembre al 13 Dicembre 1924; prima edizione in volume G. P. Putnam's Sons, 1926. Traduzione di Alfredo Pollini, Futuro. Biblioteca di Fantascienza 39, Fanucci Editore, Roma, 1978.
- Sette passi verso Satana (Seven Footprints to Satan), serializzato in sette puntate in Argosy All-Story Weekly dal 2 al 30 Luglio 1927; prima edizione in volume The Richards Press, 1928. Traduzione di Gaetano La Pira, I Libri della Paura 12, SIAD, Milano, 1979.
- Gli abitatori del miraggio (The Dwellers in the Mirage), serializzato in sei puntate in Argosy dal 23 Gennaio al 27 Febbraio 1932; revisionato per la prima edizione in volume nel periodico Fantastic Novels Magazine di Aprile 1941. Traduzione di Roberta Rambelli, Futuro. Biblioteca di Fantascienza 30, Fanucci Editore, Roma, 1977.
- The Fox Woman and The Blue Pagoda, New Collectors Group, 1946. Romanzo creato postumo da Hannes Bok espandendo un racconto inedito di Merritt.
- The Black Wheel, New Collectors Group, 1947. Frammento di Merrit completato postumo da Hannes Bok.

### Racconti
Pressoché tutti i testi brevi di Merritt sono stati riuniti postumi nella raccolta La donna volpe e altre storie (The Fox Woman and Other Stories), Avon Publishing Co., 1949; traduzione di Giuseppe Lippi, Oscar Fantasy 13, Arnoldo Mondadori Editore, Milano, 1992. Il volume contiene nove scritti:
- "La donna volpe" ("The Fox Woman"), inedito databile al 1922.
- "Il Popolo dell'Abisso" ("The People of the Pit"), in All-Story Weekly del 5 Gennaio 1918.
- "Attraverso lo Specchio del Drago" ("Through the Dragon Glass"), in All-Story Weekly del 24 Novembre 1917.
- "Il fuco" ("The Drone"), in Fantasy Magazine di Settembre 1934.
- "L'ultimo poeta e i robot" ("The Last Poet and the Robots "), in Fantasy Magazine di Aprile 1934.
- "Tre righe in francese antico" ("Three Lines of Old French"), in All-Story Weekly del 9 Agosto 1919.
- "La Strada Bianca" ("The White Road"), inedito di datazione incerta.
- "Quando si svegliano i vecchi dèi" ("When Old Gods Wake"), postumo in Avon Fantasy Reader 7, anno 1948.
- "Le donne del bosco" ("The Woman of the Wood"), in Weird Tales di Agosto 1926.

Manca a tale raccolta un decimo scritto che Merrit pubblicò inizialmente sotto pseudonimo e gli fu attribuito tardivamente:
- "The Pool of the Stone God", in American Weekly del 23 Settembre 1923, a nome W. Fenimore.

## Adattamenti
L'opera di Merritt è stata spesso adattata per produzioni cinematografiche e televisive, tra cui:
- Seven Footprints to Satan (1929), tratto dall'omonimo racconto e diretto da Benjamin Christensen.
- La bambola del diavolo (1936), tratto dal racconto Burn Witch Burn! e diretto da Tod Browning.
- Muñecos infernales (1961), tratto dal racconto Burn Witch Burn! e diretto da Benito Alazraki.

Le opere di Merritt vengono spesso indirettamente citate anche nella serie televisiva di successo mondiale Lost.